# Kokia
Josida Akiko (吉田亜紀子) (Tokió, 1976. július 22. –) japán énekes-dalszövegíró, művésznevén Kokia. Legismertebb dalai többek között az "Arigatō..." (ありがとう...) (mely Hongkongban első helyezést ért el Sammi Cheng feldolgozásában), és a „The Power of Smile”. Az énekesnő számos anime és játék zenéjének létrehozásában működött közre, a legjelentősebb ezek közül az Origin: Spirits of the Past című filmhez írt „Ai no Melody/Chōwa Oto (With Reflection)”, illetve a Tales of Innocence című játékhoz írt „Follow the Nightingale”, valamint a Gunslinger Girl: II Teatrino című animéhez írt „Tatta Hitotsu no Omoi”.
Kokia gyakran fellép Európában is, székhelyét Párizsban rendezte be. Zenéjét a Wasabi Records adja ki, a Kazé leányvállalata.

## Életrajz

### Korai évek, Pony Canyon debütálás
Kokia 1976-ban született, édesanyja nevelte fel. Két és fél évesen kezdett el hegedülni, de jobban szerette a családi zongorát. Gyakran előfordult, hogy ahelyett, hogy játékokkal játszott volna, a családi zongorán gyakorolt. Kokia emlékszik rá, hogy képeskönyveket tett a kottaállványra, és úgy próbált játszani, hogy az kifejezze a különböző képek mondanivalóját.
Amikor Kokia 10 éves lett, Kjoko nevű nővérével Amerikába ment, hogy a nyári zeneiskolába járhasson (14 évesen ismét itt folytatta tanulmányait). A középiskolában vokális zenét és operát tanult, később az opera lett a főszakja a Toho Gakuen Zeneiskolában.
Az egyetemi évek alatt Kokia egyik barátja odaadta egy zenei producernek Kokia demókazettáját. Ezt követően Kokiát leszerződtették a Pony Canyonhoz, majd 1998-ban debütált, amikor még mindig egyetemre járt. Színpadi nevét születési neve betűinek összekeverésével alkotta meg (egész fiatalon játékból találta ki ezt a nevet). Első kiadott dala a „For little Tail” a Tail Concerto játék nyitózenéje. Első hivatalos dalait elsősorban nem Kokia írta, hanem Hinata Tosifumi és Kanno Jóko. Négy kislemez után, 1999-ben kiadta Songbird című albumát. Az ezelőtti kislemezekkel ellentétben a dalok nagy részét Kokia maga szerezte.
Az albumról egyik szám sem ért el túl előkelő helyezéseket, habár a vezető kislemez, az "Arigatō..." (ありがとう...) Hongkongban nagy sikert könyvelhetett el magának. Az 1999-es Hongkong International Popular Song Award díjátadón harmadik helyezést ért el. A hongkongi előadó, Sammi Cheng feldolgozta a dalt, majd „Arigatou” címet viselő albumán adta ki 1999 októberében. Hongkongban népszerű sláger vált belőle.

### Victor Entertainment
Debütáló albumának megjelenését követően Kokia otthagyta a Pony Canyont. Ezután a Luna Sea japán rockegyüttes vokalistája, Kavamura Rjuicsi „projektjével”, az ЯKS-sel öt nótát adtak ki. Az albumot a Victor Entertainment jelentette meg. Ez előrejelezte az énekesnő későbbi kapcsolatát a kiadóval. Kokia 2001-ben újból debütált, és három dalt adott ki a Victor Entertainmentnél.
Kokia egész Ázsiában sikereket ért el, zenéjét számos ázsiai hirdetési kampányban felhasználták. 2001-ben két, nagy horderejű kínai koncerten adott elő: egy drogellenes koncerten 30.000 ember előtt a Four Heavenly Kings felállással (Jacky Cheung, Andy Lau, Aaron Kwok és Leon Lai), és több, mint 120.000 ember előtt egy 2001-es újévi visszaszámláló eseményen Tajvanban. 2002 januárjában Kokia kiadta második albumát, a Trip Tripet, első saját készítésű albumát. Debütáló albumához hasonlóan, egyik száma sem szerepelt jól Japánban.
2003-ban azonban felfigyelt a nyilvánosság Kokiára. „Kawaranai Koto (SInce 1976)” című dala az Itoshiki Mono című sorozat főcímzenéje lett, ezzel Kokia bekerült a top 50-be a zenei listákon. Legnagyobb sikerét azonban a „The Power of Smile/Remember the Kiss” című kislemezével érte el, mely akkor vált közismertté, amikor azt felhasználták egy Kao hajápolási reklámban. Ezután Kokiát felkérték, hogy szerepeljen a Music Station népszerű zenei show-ban. A kislemez bekerült a top 20-ba Japánban, a Japán Lemezkiadók Szövetsége (RIAJ) pedig aranylemeznek minősítette. Kokia következő albuma, a Remember Me (melyen többek között ezek a számok is szerepeltek) bekerült a top 20-ba, és több, mint 45.000 példány kelt el belőle.
A Pony Canyonnal készített számait, az „I Catch a Cold” és a „Shiroi Yuki" (白い雪) a népszerű kínai sorozathoz, a 2003-as „At the Dolphin Bay”-hez használták fel. Ezzel Kokia befejezte a kínai zenei piacban folytatott aktív tevékenységét.
Kokia negyedik albuma, a 2004-es Uta ga Chikara szintén szerény elismerésben részesült, 20.000 példányban adták el. A leghíresebb nóta az albumról a „Yume ga Chikara”, melyet egyfajta bátorításként szántak a 2004-es athéni olimpián részt vevő japán sportolóknak.
Míg Kokiát debütálása óta animék és játékok zenéjével hozták összefüggésbe, csak 2006-ban szerzett hírnevet ezen a téren, mikor egyik főcímdala befutott. Az „Ai no Melody/Chōwa Oto (With Reflection)” című számokat az Origin: Spirits of the Past film két főcímdalának használták fel, az Oricon slágerlistán pedig elérte a 30. helyezést.
2006 februárjában Kokia egy válogatásalbumot adott ki a legjobb számaiból, mely a Pearl: The Best Collection nevet kapta, valamint egy videókazettát legjobb klipjeiből, Jewel: The Best Video Collection címmel. Az album 19. helyezést ért el, és jelenleg is ez az egyetlen albuma, mely bekerült a top 20-ba.

### Anco & Co., Franciaország

Kokia (jobbra) 2008-ban

2006-tól kezdve, Kokia az európai piacon kezdett dolgozni, illetve nagyobb beleszólása volt abba, hogy milyen zenét ad ki. Januárban megtartotta első európai koncertjét Párizsban, valamint a Midem zeneipari szakvásáron. Franciaországban és Spanyolországban egy hónappal előbb jelent meg a válogatásalbuma, mint Japánban.
2006 júniusában Kokia úgy határozott, hogy létrehozza saját kiadóját, az Anco & Co.-t, mivel több önállóságra vágyott a zenekészítésben. Novemberben debütált Franciaországban az animékre szakosodott Wasabi Recordsnál, s kiadta ötödik albumát, az Aigakikoeru: Listen for the Love címűt, hat hónappal a japán kiadás előtt.
2007 novemberében elérte második sikerét az anime/játék piacon, a „Follow the Nightingale” című dalával. A szám, melyet a Tales of Innocence játékhoz használtak fel, 30. helyezést ért el az Oriconon.
Kokia nagyobb szabadsága azt eredményezte, hogy sokkal gyorsabban adta ki az albumait. 2008-ban három albuma is megjelent: a neoklasszikus The Voice, az Írországot megidéző Fairy Dance, és első karácsonyi albuma, a Christmas Gift. 2009-ben Kokia két albumot adott ki egyszerre (Kokia: Infinity Akiko: Balance és Akiko Infinity Kokia: Balance), ezzel ünnepelvén 10. évfordulóját a zeneiparban. Első világ körüli turnéját is megtartotta; Japánban, Franciaországban, Írországban, Lengyelországban, Belgiumban és Németországban lépett fel.
Tizenegyedik albumához, a Real World-höz, a tunéziai Szahara sivatagba utazott inspirációért.

## Művészete

### Hang
Hangja tisztaságát gyakran dicsérik a kritikusok. A JaME World tagja, Kay szerint Kokia hangját a törékenység jellemzi.
2004-ben, a Daimei no Nai Ongaku-kai 21 (題名のない音楽会21) című tévéshow-ban próbálta megdönteni a Guinness Világrekordot a leghosszabb ideig kitartott hang kategóriában. Az a-cappella előadásmódban elénekelt ’O Sole Milo során az énekesnő 29,5 másodpercig tartotta ki hangját, de nem döntötte meg a rekordot.

### Dalszövegírás
Második albuma, a Trip Trip óta Kokia minden dalát maga írja. A játékokhoz és animékhez többnyire ő írja a zenéket (de ez nem minden esetben van így, néhány számot mások írnak).
Kokia a legtöbb dalát japánul írja meg, de sokat angolul, vagy részben angolul (például a „The Rule of the Univere”, vagy a „Say Hi!”, és a „So Sad So Bad” címűeket.). Előfordul, hogy más nyelveket is felhasznál, például az olaszt ("Il Mare dei Suoni," "Insonnia") vagy az írt ("Taimse im' chodhadh", "Siuil a Run").
Néhány dalában, mint például a "Chōwa Otó"-ban (調和) és a „Follow the Nightingale”-ben Kokia kódolt szöveget használ. Mindkét számot felcserélt szótagok jellemzik (mint például "nimiunooto denzush," ha összerakjuk, akkor az jön ki, hogy "Oto no umi ni shizunde" (音の海に 沈んで a hangok tengerében elsüllyedve). A "Chōwa Otó"-ban Kokia szintén külön kódot használ, (a 3, 25, 15, 21, 23 és 1 számokat), melyek az angol ábécé betűinek felelnek meg (1=A, 26=Z). A fent említett számok a dal címét (C Y O U W A) írják le Wāpuro rōmajiban, azaz egy japán írásformában, mely a nyugati QWERTY billentyűzetet veszi alapul.
A zenekritikus Tomiszava Isszei Kokiát tartja egyik kedvenc zenészének.

## Magánélet
A hegedűművész Josida Kjoko Kokia nővére, és szintén a Toho Gakuen Zeneiskolába járt.
Kokia nagyapja egy japán hajóépítő cég igazgatója. Az énekesnő egy rövidfilmet ("Ojii-chan no Tulip" (おじいちゃんのチューリップ Nagypapa tulipánjai) készített és egy dalt (Grandfather’s Ship Nagypapa hajója) írt a tiszteletére.
Kokiát keresztény hitben nevelték fel, és fiatal korától kezdve részt vett a vasárnapi istentiszteleteken. Sok számát írta Istenről, például a „Why Do I Sing?”, „Everlasting”, „Inori ni mo Nita Utsukushii Sekai” (祈りにも似た美しい世界), valamint a „Sei Naru Your ni” (聖なる夜に) címűeket.
Az énekesnő humanitáriusi tevékenységet is végez. A középiskolában tagja volt az önkéntes bizottságnak, és a mozgássérültek, az idősek, valamint az AIDS áldozatainak megsegítéséért küzdött. Egy drogellenes koncertet is tartott, mellyel a Japán Népjóléti Szervezetet (社会福祉法人) támogatta, valamint kiadott egy jótékonysági kislemezt a 2007-es niigatai földrengés áldozatai emlékére. Kokia a szeptember 11-ei támadások iránt is nagy együttérzést tanúsított. Tízezer példányszámban osztogatott egy különleges CD-t, a Music Gift'et New York utcáin. Kokia számos dala humanitárius/környezettel kapcsolatos ügyekről szól, vagy olyan módszerekről, melyek segítségével az emberek jobb életet élhetnek. Kokia főként a szerelemről és a békéről ír dalokat.
Kokia imádja a kutyákat. A 2000-es évek alatt négy kutyája volt: Donna, Muta, Nero és Titti. Donna 2010 februárjában hunyt el. Az énekesnő dalaiban gyakran tesz utalásokat a kutyákra, mint például a „Shiroi Inu to Odoru You” (白い犬と踊る夜 Éjszakai tánc egy fehér kutyával), és a „Say Hi!!”-ban is, ahol a dalszöveg egy sora így szól: „a tengerpartra megyünk, hogy játszunk a mi Donnánkkal”. Számos blogbejegyzése is a kutyáiról szól, sőt egy külön kategória is van ezen posztok számára.

## Diszkográfia

### Stúdióalbumok
- 1998: Brothers
- 1999: Songbird
- 2002: Trip Trip
- 2003: Remember Me
- 2004: Uta ga Chikara
- 2006: Aigakikoeru: Listen for the Love
- 2008: The Voice
- 2008: Fairy Dance: Kokia Meets Ireland
- 2008: Christmas Gift
- 2009: Kokia Infinity Akiko: Balance
- 2009: Akiko Infinity Kokia: Balance
- 2010: Real World
- 2010: outwork collection 「p i e c e s」
- 2010: "Bungaku Shoujo" Memories Soundtrack I – Yumemiru Shoujo no Zensoukyoku
- 2011: Moment
- 2013: Where to go my Love?

### Válogatásalbumok
- 2006: Pearl: The Best Collection
- 2008: Kokia Complete Collection 1998-1999
- 2009: Coquillage: The Best Collection II
- 2010: Musique a la Carte (cover album)
- 2011: Pieces
- 2012: Kokoro Bakari

### Top 50 helyezést elért kislemezei
- 1998: Tears in Love
- 1998: Ai no Rinkaku
- 1998: Itoshite Irukara
- 1999: Arigatou...
- 2001: Tomoni
- 2001: Tenshi
- 2001: Say Hi!!
- 2002: Ningenttesonnamonone
- 2003: Kawaranai Koto (Since 1976)
- 2003: The Power of Smile/Remember the Kiss
- 2004: So Much Love for You
- 2004: Yume ga Chikara
- 2005: Time to Say Goodbye
- 2005: Dandelion
- 2006: Ai no Melody/Chōwa Oto (With Reflection)
- 2007: Follow the Nightingale
- 2007: Arigatou...
- 2008: Tatta Hitotsu no Omoi
- 2009: Karma
- 2009: Transparent
- 2010: Road to Glory~long journey~
- 2010: Fate
- 2011: Sakura no Ki no Shita/Hikari no Hou he
- 2012: New Day, New Life
- 2012: Hikari o Atsumete
- 2012: Memorial Days
- 2012: Yume Tsuinin/Ita Gakkan Koutougakkou Kouka
- 2013: Kioku no Hikari
- 2013: Battle of Destiny

## Fordítás
- Ez a szócikk részben vagy egészben  a   Kokia című angol Wikipédia-szócikk ezen változatának fordításán alapul.  Az eredeti cikk szerkesztőit annak laptörténete sorolja fel. Ez a jelzés csupán a megfogalmazás eredetét és a szerzői jogokat jelzi, nem szolgál a cikkben szereplő információk forrásmegjelöléseként.